# Tim Berne
Tim Berne (Syracuse, 16 oktober 1954) is een Amerikaanse altsaxofonist en protagonist van de geïmproviseerde muziek.

## Carrière
Berne kocht zijn eerste altsaxofoon, toen hij het Lewis and Clarke College in Oregon bezocht. Hij was eerst fan van r&b- en soulmuziek en luisterde bijna niet naar jazz. Daarna hoorde hij Julius Hemphill en hij was meteen enthousiast.
Berne verhuisde naar New York om met Hemphill te spelen en tot 1978 bij hem en Anthony Braxton te leren. Sinds 1979 bracht hij op zijn eigen label Empire Records zijn eerste eigen albums uit. In de daaropvolgende jaren nam hij vijf platen op onder zijn eigen naam met onder andere Ed Schuller, Olu Dara, Paul Motian, John Carter, Glenn Ferris en Bill Frisell. Er volgden twee opnamen voor het Italiaanse label Soul Note Records en de beide albums Fulton Street Maul en Sanctified Dreams voor Columbia Records. In 1988 begon een meerjarig partnerschap met het Duitse JMT Records. Hoogtepunt uit deze periode waren de legendarische Parijs-concerten met Berne's kwartet Bloodcount, uitgebracht bij Lowlife, Poisoned Minds und Memory Select. Sinds 1994 heeft Bloodcount wereldwijd meer dan 250 concerten afgewerkt.
In 1996 richtte Berne met Screwgun Records weer een eigen label op, waarbij hij tot nu toe meerdere albums uitbracht, waaronder Science Friction (2003).
In 2012 presenteerde hij met zijn kwartet Snakeoil, bestaande uit Oscar Noriega, Matt Mitchell, Ches Smith en later Ryan Ferreira, een eerste gelijknamig album bij ECM Records. Het album was onder de top 10 in de criticipoll van het magazine DownBeat. In 2013 volgde het album Shadow Man van Snakeoil en in 2015 You've Been Watching You.
Zijn energetische spel werd vooral beïnvloed door soul en blues uit de jaren 1960, in het bijzonder door muzikanten als Sam & Dave, Johnnie Taylor, Martha & the Vandellas en Gladys Knight. Zijn eigen muziek bewoog zich echter vooral op het gebied van de avant-gardejazz.
- Bibliothèque nationale de France: cb13933767p (data)
- Gemeinsame Normdatei: 134327659
- International Standard Name Identifier: 0000 0000 5513 0022
- Library of Congress Control Number: nr91017400
- MusicBrainz: 5451228f-9291-413f-981b-dbb3082777d1
- Nationale Bibliotheek van Israël: 987007353088105171
- Nederlandse Thesaurus van Auteursnamen: 096358831
- Système universitaire de documentation: 085237485
- Virtual International Authority File: 199983
- WorldCat: E39PBJjXfdF3P34bym3MmCtFrq